# Theodorus Janssonius van Almeloveen
Theodorus Janssonius van Almeloveen, nizozemski zdravnik in pedagog, * 24. julij 1657, Mijdrecht, Nizozemska, † 28. julij 1712.
Leta 1681 je doktoriral iz medicine na Univerzi v Utrechtu, nato pa je od leta 1702 predaval grščino, zgodovino in medicino na Univerzi v Harderwijku.